# Baie Colin Archer
La baie Colin Archer (en russe бухта Колина Арчера, boukhta Koline Artchera) est une baie de la mer de Kara.
Administrativement, elle appartient au raïon dolgano-nénètse de Taïmyr dans le kraï de Krasnoïarsk en Russie.
Elle est située au sud-ouest de l'île Taïmyr.

## Histoire
Eduard von Toll a hiverné dans la baie Colin Archer au cours du premier hiver de l'expédition polaire russe de 1900-1902. Il a nommé la baie en hommage au chantier Colin Archer où a été construit son navire le Zaria.